# 田野川
田野川（たのがわ）は、徳島県小松島市を流れる立江川水系の河川である。

## 地理
小松島市田野町の水源より同市を流れ立江川に合流する。名前は小松島市の古くからの地名である田野から付けられており、かつてこの地には勝浦郡田野村が存在した。支流に天王谷川が流れる。
流域には国道55号（徳島南バイパス）が通り、源氏橋が架かる。支流である天王谷川には義経橋が架かり、これはこの地が源義経ゆかりの地であることからきている。

## 支流
- 恩山寺谷川
  - 政所谷川
- 天王谷川

## 橋梁
- 源氏橋（国道55号）

## 流域の主な施設
- 国道55号（徳島南バイパス）
- 小松島市立芝田小学校

## 流域の自治体
徳島県
小松島市